# Bliss (groupe)
Pour les articles homonymes, voir Bliss.
Bliss est un groupe de rock français. Le groupe se sépare l'année de la sortie de son seul et unique album, 3 Seconds Before + 21 Grams After, en 2008.

## Histoire
Le groupe Bliss est formé à la fin 2003 par Thomas « Tom » Banon (guitare, chant) et Jé. Après deux EP sortis en 2004 et 2005, le groupe se structure pour accueillir Seb à la basse et Ju à la batterie. Ainsi, ils commencent à travailler ensemble en 2006 sur l'EP Chrysalide, qui sera enregistré au Studios Diamant Noir Prod de Marseille. En 2007, le trio fait plus de 30 concerts, remporte plusieurs tremplins (finaliste du Tremplin RTL 2, aux Victoires 2 à Montpellier, finaliste Défi Jeune Marseille[réf. nécessaire]) et est régulièrement diffusé à la radio (diffusions sur Le Mouv', RTL2).
En 2008, Bliss sort de 4 mois de composition avec 12 titres composés aux côtés du producteur Stéphane Buriez. Ils publient ainsi leur premier album studio, intitulé 3 Seconds Before + 21 Grams After, à la fin de l'année,,. Il est enregistré au studio Plus 9 de Paris, et masterisé par R. Plisson au studio Oméga (Empyr, Kyo). En septembre 2009, le groupe décide de travailler avec le label Hellfest. Cette même année, le groupe annonce sur son site web officiel donner son dernier concert le 9 mai 2008 au bar péniche « L'Hippocampe ».

## Membres
- Thomas « Tom » Banon – chant, guitare
- Seb – basse
- Ju – batterie

## Discographie

### Clips
- 2008 : Bullet for Christmas (tiré de l'album 3 Seconds Before + 21 Grams After)
- 2008 : Fake Hero (tiré de l'album 3 Seconds Before + 21 Grams After)

### Concerts
- Le Dôme, Marseille, 7 000 places, Festival Planet' Jeune.
- L'Espace Julien, Marseille
- Victoire 2, Montpellier

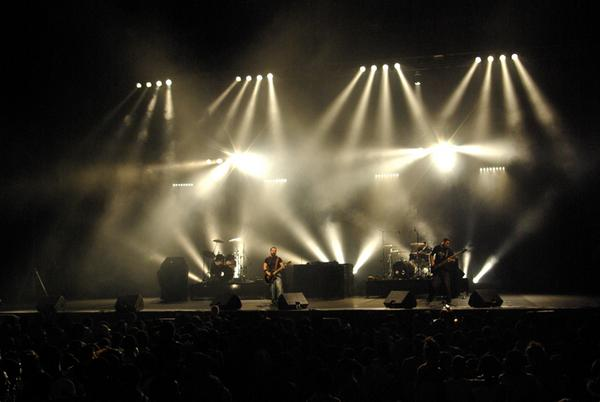
Bliss au Zénith.

- Festival international des sports extrêmes, Montpellier, 5 000 personnes, deux soirs de suite.
- L'Olympia, Paris, 1 200 personnes, avec Superbus et Amy Macdonald.
- La Locomotive, Paris
- Le Batofar, Paris
- La Fourmi, Limoges
- Festival Castelrock Tour, Castelnault-le-Lez
- Festival Rolling Saône, Gray, 3 500 personnes, avec Superbus
- Le Ferrailleur, Nantes
- L'Espace Ligeria, Montlouis-sur-Loire